# 施精健
施精健（1957年—），籍貫江蘇常州，為自營計程車獨資車主。目前是中國生產黨的黨主席。

## 背景經歷
其家族從前是经营大米生意，是一個大家族。祖父施庆生和祖母刘寿芳共生育7个子女，有4个儿子、3个女儿，施精健的父亲在家排行第五。分别在湖南、青岛、贵阳、丹阳落户，只有大伯留守在常州。 
施精健的父亲是1949年前到台灣的商人，曾從事百貨、服飾、運輸等行業。而施精健是家中長子。
1991年，施精健與盧月香兩人一起辦了結婚證。
1992年12月28日，來自福建省龙岩市永定縣的客家姑娘盧月香女士就在接受朋友的道別之後，立馬飛往臺灣臺北，當時她身上只帶了2000美元。
2001年，其配偶盧月香领取中華民國身份证，随后在中國国民党中央党部工作，担任过大陆台商组执行秘书等职。
2009年2月28日，其配偶盧月香向中華民國内政部申请，向內政部登記成立「中華生產黨」。
2014年1月11日，「中華生產黨」改組為「中國生產黨」，黨主席改由施精健統領。